# Monsieur Propre
Monsieur Propre (en France), ou M. Net (au Canada) — Mr. Clean dans sa version originale aux États-Unis —, est une marque de produits de nettoyage vendus par la société américaine Procter & Gamble, dont ses diverses filiales locales, depuis la fin des années 1950. Cette marque a simultanément créé le personnage de fiction associé qui lui sert de messager, en tant que logo présent sur les emballages des produits, ou en tant que personnage animé puis humain dans des spots publicitaires.

## Histoire de la marque
La marque de produits de nettoyage est lancée en 1958 aux États-Unis, avec pour objectif d'« incarner la puissance magique du bon génie qui a une influence bénéfique immédiate », ceci d'après Michèle Gilbert, chef de la communication de la marque chez l'agence Leo Burnett Paris[réf. nécessaire]. Avant même que la formule du produit ne soit conçue, Procter & Gamble avait chargé l'agence Tatham-Laird-Kudner de réfléchir à l'image de Mister Clean : un homme avec « la boule à zéro, une boucle d'oreille à son oreille gauche (son côté génie), un tee-shirt blanc immaculé et les bras croisés sur la bouteille pour faire ressortir ses muscles »[réf. souhaitée].
Le produit nettoyant est lancé en 1966 en France, concurrençant la marque Ajax, commercialisée par Colgate-Palmolive. Il est alors produit dans l'usine marseillaise du groupe.
La formule originale, de couleur verte, était à base d’ammoniac et de ce fait ne dégageait pas une bonne odeur ; l’odeur d’ammoniac est remplacée par la « fraîcheur citron », laquelle permet à la marque de renforcer ses ventes ; cette nouvelle formule est lancée mondialement en 1972 à partir de la France, « patrie du raffinement pour les Américains »). Le slogan français de la marque devient : « M. Propre rend tout si propre que l’on peut se voir dedans » ; la marque devient en 1980 le leader du segment en France avec un tiers des parts de marché, place qu'elle occupe ensuite pendant dix-huit ans, avant de repasser derrière Ajax.
Les premières lingettes jetables sont lancées en 1999.
La lessive « Monsieur Propre » est lancée en 2004, en version poudre, liquide et doses mais arrêtée en 2006 faute de succès.

## Évolution de l’image publicitaire véhiculée
Les traits de l’image de Monsieur Propre sont adoucis à la fin des années 1970 et son corps est aminci.
En France, le personnage publicitaire est incarné par Pierre Chevalier de 1982 à 1986, ancien champion de boxe,.
En 2011 pour la première fois, ses bras sont décroisés sur la publicité qui le représente. Une page Facebook est même ouverte à son nom.

## Les divers noms de la marque par pays
Les produits de cette marque sont habituellement commercialisés dans chaque pays, avec leur nom traduit dans la ou les langues de ce pays :
- Mr. Clean (prononcé Mister Clean) aux États-Unis et au Canada anglophone ;
- M. Net (prononcé Monsieur Net) dans les régions francophones du Canada ;
- Mr. Propre[7] (prononcé Monsieur Propre) en France, Belgique francophone, Suisse romande, au Luxembourg et au Maghreb ;
- Don Limpio en Espagne ;
- Maestro Limpio en Amérique latine ;
- Mastro Lindo en Italie, Albanie et à Malte ;
- Meister Proper en Allemagne, Autriche et Suisse alémanique ;
- Pan Proper en Pologne ;
- Flash au Royaume-Uni et en Irlande ;
- Mister Proper en Bulgarie, Belgique néerlandophone, Chine, Croatie, Tchéquie, Grèce, Hongrie, Lettonie, Lituanie, au Moyen-Orient, aux Pays-Bas, en Roumanie, Russie, Serbie, Slovaquie, Suède et Ukraine.

## Produits commercialisés sous la marque
- Liquide de nettoyage (depuis 1958)
- Lingettes (depuis 1999)
- Lessive (de 2004 à 2006)